# Xiaohui (sockenhuvudort i Kina, Shaanxi, lat 34,91, long 109,27)
Xiaohui (kinesiska: 小惠, 小惠乡) är en sockenhuvudort i Kina. Den ligger i provinsen Shaanxi, i den nordvästra delen av landet, omkring 79 kilometer nordost om provinshuvudstaden Xi'an. Antalet invånare är 20 600. Befolkningen består av 10 254 kvinnor och 10 346 män. Barn under 15 år utgör 15,0 %, vuxna 15-64 år 75 %, och äldre över 65 år 9,0 %.
Runt Xiaohui är det tätbefolkat, med 613 invånare per kvadratkilometer. Närmaste större samhälle är Fuping Xian, 12,2 km norr om Xiaohui. Trakten runt Xiaohui består till största delen av jordbruksmark.
Genomsnittlig årsnederbörd är 640 millimeter. Den regnigaste månaden är juli, med i genomsnitt 138 mm nederbörd, och den torraste är december, med 1 mm nederbörd.